# Мисс США 1960
Мисс США 1960 (англ. Miss USA 1960) — 9-й конкурс красоты Мисс США прошедший 7 июля 1960 года, в Long Beach Municipal Auditorium, Лонг-Бич, Калифорния. Победительницей конкурса стала Линда Бемент из штата Юта.

## Результаты
| Итоговое место | Участница |
| -------------- | --- |
| Мисс США 1960  | - Юта — Линда Бемент |
| 1-я Вице Мисс  | - Нью-Йорк — Мэри Родит |
| 2-я Вице Мисс  | - Алабама — Маргарет Джо Гордон |
| 3-я Вице Мисс  | - Северная Каролина — Линдия Энн Тарлтон |
| 4-я Вице Мисс  | - Флорида — Нэнси Уэйкфилд |
| Топ 15         | - Калифорния — Тери Янссен - Коннектикут — Джойс Траутвиг - Айова — Труди Шулькин - Луизиана — Джуди Флетчер - Массачусетс — Барбара Фельдман - Мичиган — Джудит Ричардс - Миссури — Мэрилин Джин Сталкап - Нью-Джерси — Сэнди Чуди - Огайо — Коррин Хафф - Западная Виргиния — Гарнетт Пью |

## Участницы
Список участниц:

| - Алабама – Маргарет Гордон - Аляска – Эвелин Блай - Аризона – Вирджиния Крук - Арканзас – Джин Чемберс - Калифорния – Тери Янссен - Колорадо – Карен Эйкерманн - Коннектикут – Джойс Траутвиг - Делавэр – Роуз Энн Рид - Вашингтон (округ Колумбия) – Дорис Ли Джонс - Флорида – Нэнси Уэйкфилд - Джорджия – Сесилия Аптон - Гавайи – Гордин Ли (отказалась от участия) - Айдахо – Марджи Дэвис - Иллинойс – Патрисия Томпсон - Индиана – Джун Кокран - Айова – Труди Шулькин - Канзас – Пегги Паттерсон - Кентукки – Барбара Джоан Ловинс - Луизиана – Джуди Флетчер - Мэн – Терри Сюзанна Трипп - Мэриленд – Джерри Фиорилли - Массачусетс – Барбара Фельдман - Мичиган – Джудит Ричардс | - Миссури – Мэрилин Джин Сталкап - Монтана – Джоанн Лейн - Нью-Гэмпшир – Джоан Джойс Чеслинг - Нью-Джерси – Сэнди Чуди - Нью-Мексико – Кэй Смит - Нью-Йорк – Мэри Родит - Северная Каролина – Линдия Энн Тарлтон - Северная Дакота – Твила Флектон - Огайо – Коррин Хафф - Оклахома – Сюзанна Мур - Пенсильвания – Бетси Ривз - Род-Айленд – Лорели Сью Уайт - Южная Каролина – Маргарет Томпсон - Южная Дакота – Патрисия Клит - Теннесси – Кристин МакСуэйн - Техас – Пэт Клауд - Юта – Линда Бемент - Вермонт – Кэрол Мэри Демас - Виргиния – Элизабет Бетти Норин Фулфорд - Западная Виргиния – Гарнетт Пью - Висконсин – Шарин Чалик - Вайоминг – Анита Саймон |

Участницы штатов не принимали участие: Миннесота, Миссисипи, Небраска, Невада, Орегон и Вашингтон.